# Cumming (Georgia)
Cumming è una città degli Stati Uniti d'America, situata nello Stato della Georgia e in particolare nella contea di Forsyth, della quale è il capoluogo.